# 鯨と海の科学館

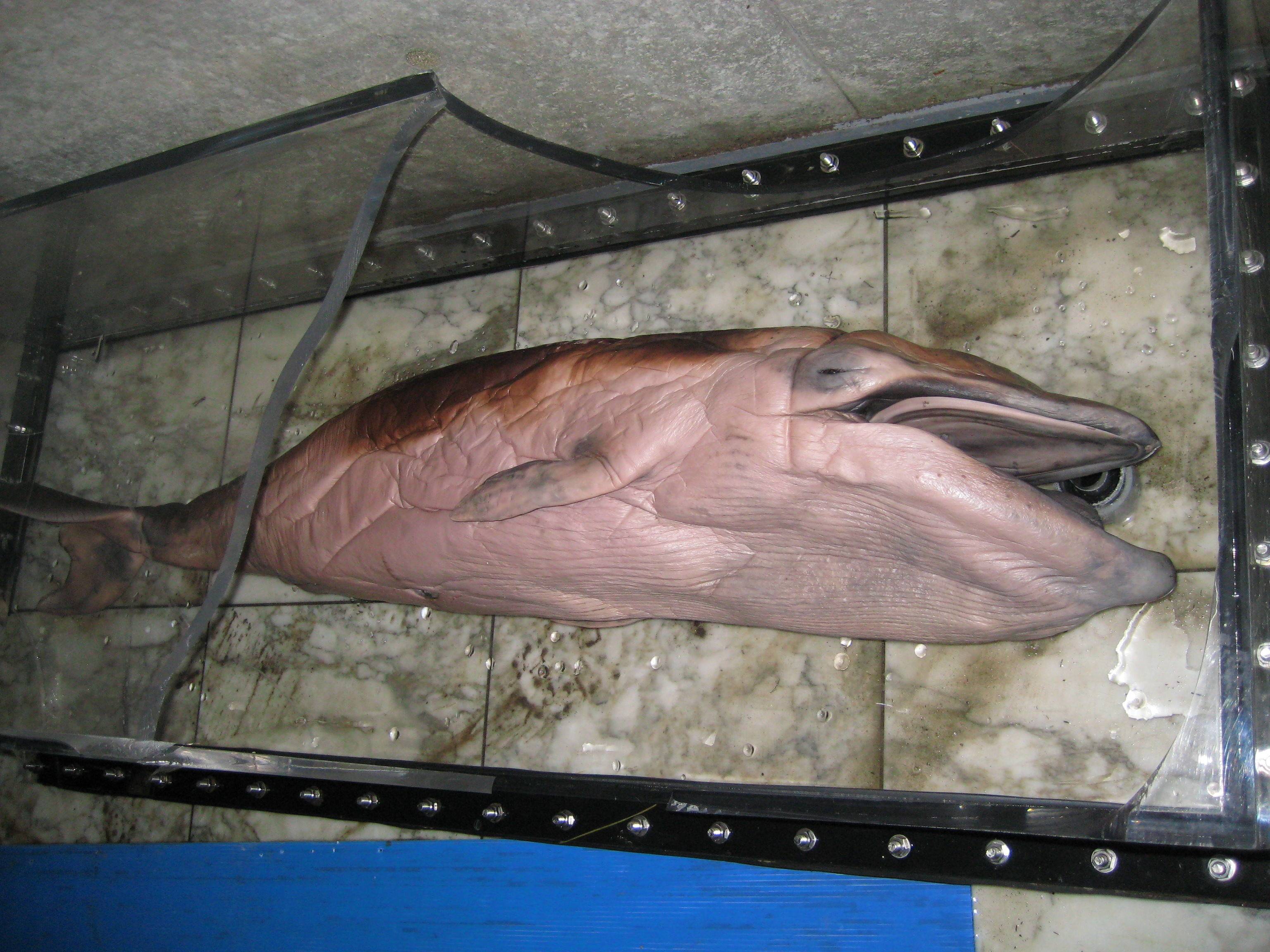
展示されていたクジラ（2011年（平成23年）6月）

鯨と海の科学館（くじらとうみのかがくかん）は、岩手県下閉伊郡山田町にある博物館。クジラを通じて彼らが住む三陸の海、そして海を育てる豊かな自然環境について知ることをテーマにしている。

## 概要
1987年（昭和62年）、三陸沖において体長17.6メートル、体重60トンの巨大なマッコウクジラが捕獲された。捕鯨基地であることや巨大なマッコウクジラを後世に伝えるため1992年（平成4年）7月に開館。2011年（平成23年）3月11日に発生した東日本大震災後、長期休館を余儀なくされたが、2017年（平成29年）7月15日に再開館した。周辺には公園や防潮堤が整備されている。

## 主な見どころ
- 3Dシアター
- マッコウクジラ実物大模型
- クジラの本物骨格標本
- タッチプール

## 震災と復興支援
東日本大震災によって約7万点の漁具・標本が流出したものの、マッコウクジラの骨格標本は無事だった。開館時から関わる東京海洋大学等の協力も得ながら6年4か月後の2017年（平成29年）7月15日に再開。同日には約800人が訪れた。
再開から間もない2017年（平成29年）9月3日にはAKB48グループから6人が訪問し、ライブを行った。

## 利用情報
- 開館時間 - 9時～17時まで（入場は16時30分まで）。
- 休館日 – 毎週火曜日、年末年始、資料整理日（12月1日から10日）。
- 駐車場 – バス：4台、普通車：153台。

## 周辺施設
- 産直ひろば　ふれあいパーク山田 – 車で約3分。